# Le vostre speranze non saranno deluse
Le vostre speranze non saranno mai deluse è il terzo album dei Masoko, uscito nel 2012.

## Tracce
1. Il futuro non è – 3:52
2. Buco nella testa – 3:45
3. Prima del crollo – 4:38
4. In alto – 4:43
5. Il diavolo – 3:32
6. Birra e sigarette – 4:01
7. Oggetti – 4:55
8. Fortuna – 4:08
9. Mi vuoi ammazzare – 3:59
10. Tirati un po' su – 3:08
11. Tutto eri ieri – 8:56